# 诺布尔·乔根森
诺布尔·戈登·乔根森（英語：Noble Gordon Jorgensen，1925年5月18日—1982年11月2日），美国NBA联盟前职业篮球运动员。其兄为罗杰·乔根森。